# 西姆斯 (印第安納州)
西姆斯（英語：Sims）是位於美國印地安納州格蘭特縣的一個人口普查指定地區。

## 人口
根據2010年美國人口普查的數據，西姆斯的面積為2.60平方千米，當中陸地面積為2.60平方千米，而水域面積為0.00平方千米。當地共有人口150人，而人口密度為每平方千米57.69人。